# Pafnucy z Tebaidy
Pafnucy z Tebaidy (kopt. ⲡⲁⲫⲛⲟⲩϯ, zm. ok. 360) – biskup jednego z miast Tebaidy na początku IV wieku, uczestnik I Soboru Nicejskiego w 325 roku, święty.

## Biografia
Pafnucy, będąc chrześcijaninem, doświadczył prześladowania za czasów cesarza Galeriusza. Doznał okaleczenia lewego kolana i utraty prawego oka, a następnie skazano go na ciężkie roboty w kopalni. Około 313 roku został mnichem, potem powołano go na jedno z biskupstw w Tebaidzie. Jako biskup uczestniczył w I Soborze Nicejskim w lipcu 325 roku, gdzie spotkał się ze szczególnym szacunkiem ojców soborowych i cesarza Konstantyna Wielkiego. Sokrates Scholastyk zanotował w Historii Kościoła (Księga I, XI, 3–7), że cesarz zapraszał biskupa Pafnucego do pałacu i ze czcią całował bliznę po oku. Pafnucy miał wpłynąć na podjęcie decyzji o niezobowiązywaniu żonatych duchownych do wstrzemięźliwości w pożyciu oraz niezabraniania wstępowania w związki małżeńskie przed przyjęciem sakramentu święceń. Biskup Pafnucy uczestniczył razem z Atanazym Wielkim w synodzie w Tyrze w 335 roku. Zmarł około 360 roku.

### Dzień obchodów
Bardzo późno wpisany do martyrologiów zachodnich. Wspomnienie liturgiczne w Kościele katolickim obchodzone jest 11 września, u Koptów 9 lutego lub 1 maja.